# FFA Cup 2014
Der FFA Cup 2014 war die erste Austragung des FFA Cups, des landesweiten australischen Fußball-Pokalwettbewerbs der Männer. Insgesamt nahmen 631 Fußballmannschaften an dem Wettbewerb teil. 32 Teams erreichten die Hauptrunde, darunter die zehn Klubs der A-League sowie 22 unterklassige Klubs, die sich in den regionalen Qualifikationsrunden durchsetzten. Adelaide United gewann die erstmalige Austragung im eigenen Stadion durch einen 1:0-Sieg über Perth Glory.

## Qualifikationsrunden
621 Mannschaften traten in den verschiedenen regionalen Vorausscheidungen an, um sich für einen der 22 zu vergebenden Hauptrundenplätze zu qualifizieren, die zehn Teams der A-League (Adelaide United, Brisbane Roar, Central Coast Mariners, Melbourne City FC, Melbourne Victory, Newcastle United Jets, Perth Glory, Sydney FC, Wellington Phoenix, Western Sydney Wanderers) waren für die Hauptrunde gesetzt. Acht der neun Regionalverbände des australischen Fußballverbandes trugen Qualifikationsrunden aus, nur Mannschaften aus dem Northern Territory nahmen nicht an der Erstaustragung teil. Zur Verteilung der Qualifikationsplätze pro Regionalverband wurde die Anzahl der Spielerregistrierungen herangezogen, was zu folgender Verteilung führte:
| Regionalverband              | Startplätze | Qualifikanten (Ligaebene) |
| ---------------------------- | ----------- | --- |
| New South Wales              | 7           | Blacktown City FC (II), Hakoah Sydney City East (IV), Manly United (II), Parramatta FC (III), South Coast Wolves (II), Sydney Olympic (II), Sydney United (II) |
| Queensland                   | 4           | Brisbane Strikers (II), Olympic FC (II), Far North Queensland FC (II), Palm Beach SC (II)                                                                      |
| Victoria                     | 4           | Melbourne Knights (II), South Springvale (IV), St Albans Saints (III), Bentleigh Greens (II)                                                                   |
| Northern New South Wales     | 2           | Broadmeadow Magic (II), South Cardiff (II) |
| Western Australia            | 2           | Stirling Lions (II), Bayswater City SC (II) |
| Australian Capital Territory | 1           | Tuggeranong United (II) |
| South Australia              | 1           | Adelaide City (II) |
| Tasmania                     | 1           | South Hobart (II) |

Die meisten Regionalverbände nutzten ohnehin bestehende Pokalwettbewerbe, um die Qualifikationsplätze zu vergeben. So entsendete ACT den Sieger des Federation Cups 2013, New South Wales nutzte den Waratah Cup, South Australia ließ seinen Teilnehmer mittels des FFSA Federation Cups 2014 ausspielen, Tasmanien machte vom Lakoseljac Cup Gebrauch, in Victoria diente der Dockerty Cup als Qualifikationsturnier und in Western Australia qualifizierten sich die Teams über den Football West State Cup.
Queensland rief als Qualifikationsturnier den Football Queensland Cup ins Leben, der mit dem Feststehen der vier Qualifikanten endete, ebenso wurden in Northern New South Wales eigens für den FFA Cup Qualifikationsspiele ausgetragen.

## Auslosungen
In allen Auslosungen von der 1. Hauptrunde bis zum Halbfinale wurden die Teams auf vordefinierte Plätze gezogen. In Runde 1 wurden die vier besten Mannschaften der vergangenen A-League-Saison in Auswärtspartien gegen vier unterklassige Teams gelost, die anderen sechs A-League-Teams wurden in direkte Duelle gelost. Aufgrund der vorgegebenen Setzliste in den folgenden Runden stand bereits vorab fest, dass sich mindestens neun unterklassige Mannschaften für die zweite Runde, mindestens drei für das Viertelfinale und mindestens eine für das Halbfinale qualifizieren werden. Der australische Verband begründete diese Regelung damit, dass die damit verbundene Möglichkeit von Pokalüberraschungen in allen Runden gegeben sein sollte.
Unterklassige Teams hatten gegen A-League-Mannschaften grundsätzlich Heimrecht; außerdem musste der neuseeländische A-League-Teilnehmer Wellington Phoenix unabhängig von den Auslosungen grundsätzlich auswärts antreten.

## 1. Hauptrunde
Die 1. Hauptrunde fand zwischen dem 29. Juli und 20. August 2014 statt. Die Begegnungen wurden am 27. Juli ausgelost. Die ehemaligen Nationalspieler Paul Okon und Mile Sterjovski zogen dabei folgende Partien: Die Niederlage der Western Sydney Wanderers war die einzige eines A-League-Klubs gegen einen unterklassigen Konkurrenten im gesamten Wettbewerb.
| Datum                   |                              | Ergebnis                         |                              |
| ----------------------- | ---------------------------- | -------------------------------- | ---------------------------- |
| 29.07.2014 um 19:30 Uhr | Broadmeadow Magic (II)       | 1:2 n. V. (1:1, 0:0)             | Brisbane Strikers (II)       |
| 29.07.2014 um 19:30 Uhr | Manly United (II)            | 1:3 (1:0)                        | Sydney Olympic (II)          |
| 29.07.2014 um 19:30 Uhr | Olympic FC (II)              | 3:1 (2:0)                        | Melbourne Knights (II)       |
| 29.07.2014 um 19:30 Uhr | South Springvale (IV)        | 2:2 n. V. (2:2, 1:2) (4:3 i. E.) | South Cardiff (II)           |
| 05.08.2014 um 19:30 Uhr | Newcastle United Jets (I)    | 0:2 (0:1)                        | Perth Glory (I)              |
| 05.08.2014 um 19:30 Uhr | Parramatta FC (II)           | 0:1 (0:1)                        | St Albans Saints (III)       |
| 05.08.2014 um 19:30 Uhr | South Hobart (II)            | 1:1 n. V. (1:1, 0:0) (4:5 i. E.) | Tuggeranong United (I)       |
| 05.08.2014 um 20:00 Uhr | Adelaide United (I)          | 1:0 (1:0)                        | Wellington Phoenix (I)       |
| 12.08.2014 um 19:30 Uhr | Blacktown City FC (II)       | 0:1 (0:1)                        | Bentleigh Greens (II)        |
| 12.08.2014 um 19:30 Uhr | Melbourne City FC (I)        | 1:3 n. V. (1:1, 0:1)             | Sydney FC (I)                |
| 12.08.2014 um 19:30 Uhr | Sydney United (II)           | 4:1 (1:0)                        | Far North Queensland FC (II) |
| 12.08.2014 um 20:00 Uhr | Adelaide City (II)           | 1:0 (0:0)                        | Western Sydney Wanderers (I) |
| 19.08.2014 um 19:30 Uhr | Hakoah Sydney City East (IV) | 1:2 (0:2)                        | Palm Beach SC (II)           |
| 19.08.2014 um 21:30 Uhr | Stirling Lions (II)          | 0:4 (0:1)                        | Brisbane Roar (I)            |
| 20.08.2014 um 19:30 Uhr | South Coast Wolves (II)      | 0:1 (0:1)                        | Central Coast Mariners (I)   |
| 20.08.2014 um 21:30 Uhr | Bayswater City SC (II)       | 0:2 (0:1)                        | Melbourne Victory (I)        |

## 2. Hauptrunde
Die 2. Hauptrunde fand zwischen dem 16. September und 23. September 2014 statt. Die Begegnungen wurden am 22. August ausgelost. Die ehemaligen Nationalspieler Alex Tobin und Paul Reid zogen dabei folgende Partien:
| Datum                   |                         | Ergebnis  |                            |
| ----------------------- | ----------------------- | --------- | -------------------------- |
| 16.09.2014 um 19:30 Uhr | Adelaide City (II)      | 1:0 (1:0) | Brisbane Strikers (II)     |
| 16.09.2014 um 19:30 Uhr | Olympic FC (II)         | 1:3 (0:2) | Central Coast Mariners (I) |
| 16.09.2014 um 19:30 Uhr | Sydney Olympic (II)     | 1:2 (0:2) | Bentleigh Greens (II)      |
| 16.09.2014 um 19:30 Uhr | Tuggeranong United (II) | 0:6 (0:3) | Melbourne Victory (I)      |
| 23.09.2014 um 19:30 Uhr | Adelaide United (I)     | 2:0 (1:0) | Brisbane Roar (I)          |
| 23.09.2014 um 19:30 Uhr | Palm Beach SC (II)      | 1:0 (0:0) | South Springvale (IV)      |
| 23.09.2014 um 19:30 Uhr | St Albans Saints (III)  | 1:4 (0:1) | Perth Glory (I)            |
| 23.09.2014 um 19:30 Uhr | Sydney United (II)      | 1:3 (1:1) | Sydney FC (I)              |

## Viertelfinale
Die Viertelfinalpartien fanden zwischen dem 14. und 29. Oktober 2014 statt. Die Begegnungen wurden am 23. September ausgelost. Die ehemaligen Nationalspieler Mark Robertson und Luke Casserly zogen dabei folgende Partien:
| Datum                   |                       | Ergebnis             |                            |
| ----------------------- | --------------------- | -------------------- | -------------------------- |
| 14.10.2014 um 19:30 Uhr | Palm Beach SC (II)    | 0:5 (0:1)            | Central Coast Mariners (I) |
| 21.10.2014 um 19:30 Uhr | Sydney FC (I)         | 1:3 n. V. (1:1, 0:1) | Adelaide United (I)        |
| 29.10.2014 um 19:30 Uhr | Bentleigh Greens (II) | 2:1 n. V. (1:1, 0:0) | Adelaide City (II)         |
| 29.10.2014 um 22:00 Uhr | Perth Glory (I)       | 4:2 n. V. (2:2, 1:1) | Melbourne Victory (I)      |

## Halbfinale
Die Halbfinalpartien fanden am 11. und 12. November 2014 statt. Die Begegnungen wurden am 31. Oktober ausgelost. Der ehemalige Nationalspieler John Kosmina und der frühere Profi Mark Rudan zogen dabei folgende Partien:
| Datum                   |                       | Ergebnis  |                            |
| ----------------------- | --------------------- | --------- | -------------------------- |
| 11.11.2014 um 19:30 Uhr | Bentleigh Greens (II) | 0:3 (0:1) | Perth Glory (I)            |
| 12.11.2014 um 19:30 Uhr | Adelaide United (I)   | 3:2 (1:0) | Central Coast Mariners (I) |

## Finale
Das Finale sollte ursprünglich am Nationalfeiertag (Australia Day), am 26. Januar, stattfinden, wurde allerdings wegen der ebenfalls im Januar 2015 in Australien stattfindenden Fußball-Asienmeisterschaft 2015 vorgezogen. Die Entscheidung des australischen Verbandes, das Endspiel in Adelaide auszutragen, löste bei den Verantwortlichen von Perth Glory Kritik aus. Die Mark Viduka Medal für den besten Spieler des Endspiels ging an den Torschützen Cirio.
| Adelaide United                                              | Adelaide United | Perth Glory | Perth Glory |
| ------------------------------------------------------------ | --- | --- | ----------- |
| Adelaide United                                              | \| Finale \| \| 16. Dezember 2014 um 19:30 Uhr in Adelaide (Coopers Stadium) \| \| Ergebnis: 1:0 (0:0) \| \| Zuschauer: 16.142 \| \| Schiedsrichter: Chris Beath \| \| Spielbericht \|                                                                             | \| Finale \| \| 16. Dezember 2014 um 19:30 Uhr in Adelaide (Coopers Stadium) \| \| Ergebnis: 1:0 (0:0) \| \| Zuschauer: 16.142 \| \| Schiedsrichter: Chris Beath \| \| Spielbericht \|                                                                  | Perth Glory |
| Adelaide United                                              | Eugene Galekovic – Michael Marrone, Dylan McGowan, Nigel Boogaard, Tarek Elrich – James Jeggo, Isaías, Marcelo Carrusca (80. Pablo Sánchez) – Awer Mabil (59. Fábio Ferreira), Bruce Djite (86. Cameron Watson), Sergio Cirio Cheftrainer: Josep Gombau ( Spanien) | Danny Vukovic – Joshua Risdon, Dino Đulbić, Michael Thwaite , Scott Jamieson – Ruben Zadkovich, Rostyn Griffiths, Nebojša Marinković (79. Jamie Maclaren), Richard Garcia, Daniel De Silva (46. Sidnei) – Andy Keogh Cheftrainer: Kenny Lowe ( England) | Perth Glory |
| Adelaide United                                              | 1:0 Cirio (67.) | | Perth Glory |
| Adelaide United                                              | Isaías (69.) | Garcia (32.), Risdon (42.) | Perth Glory |
| Adelaide United                                              | Risdon (58.) | | Perth Glory |
| Finale                                                       | | |             |
| 16. Dezember 2014 um 19:30 Uhr in Adelaide (Coopers Stadium) | | |             |
| Ergebnis: 1:0 (0:0)                                          | | |             |
| Zuschauer: 16.142                                            | | |             |
| Schiedsrichter: Chris Beath                                  | | |             |
| Spielbericht                                                 | | |             |

## Torschützenliste
Nachfolgend sind die besten Torschützen der Pokalsaison (ohne Qualifikation) aufgeführt. Bei gleicher Anzahl an Toren sind die Spieler alphabetisch sortiert.
| Platz | Spieler            | Mannschaft             | Tore |
| ----- | ------------------ | ---------------------- | ---- |
| 01.   | Sergio Cirio       | Adelaide United        | 6    |
| 02.   | Matt Sim           | Central Coast Mariners | 5    |
|       | Andy Keogh         | Perth Glory            | 5    |
|       | Nebojša Marinković | Perth Glory            | 5    |
| 05.   | Bruce Djite        | Adelaide United        | 3    |
|       | Besart Berisha     | Melbourne Victory      | 3    |
|       | Jake McLean        | Olympic FC             | 3    |
|       | Ali Abbas          | Sydney FC              | 3    |